# HD20557
HD20557 — хімічно пекулярна зоря спектрального класу B9, що має видиму зоряну величину в смузі V приблизно 8,9.
Вона  розташована на відстані близько 1269,1 світлових років від Сонця.

## Пекулярний хімічний вміст
Зоряна атмосфера GSC9155-1457 має підвищений вміст 
Si
.